# Åkerbo, Bankekinds och Hanekinds domsagas valkrets
Åkerbo, Bankekinds och Hanekinds domsagas valkrets var vid riksdagsvalen till andra kammaren 1866–1908 en egen valkrets med ett mandat. Valkretsen, som omfattade Åkerbo, Bankekinds och Hanekinds härader, avskaffades inför valet 1911 då området uppgick i Östergötlands läns södra valkrets.

## Riksdagsmän
- Ivar Koskull, lmp (1867–1872)
- Magnus Huss (1873–1874)
- August Petersson (1875)
- Ivar Koskull, lmp (1876–1884)
- Carl Persson (1885–1886)
- Oscar Larsson, lmp 1887, nya lmp 1888–1894, lmp 1895–1902 (1887–1902)
- Carl Jonsson, lmp 1903 (1903–1905)
- Theodor Adelswärd, vänstervilde 1908 (1906–1908)
- Israel Lagerfelt, lmp (1909–1911)

## Valresultat

### 1896
| Andrakammarvalet i Sverige 1896: Åkerbo, Bankekinds och Hanekinds domsagas valkrets | Andrakammarvalet i Sverige 1896: Åkerbo, Bankekinds och Hanekinds domsagas valkrets | Andrakammarvalet i Sverige 1896: Åkerbo, Bankekinds och Hanekinds domsagas valkrets | Andrakammarvalet i Sverige 1896: Åkerbo, Bankekinds och Hanekinds domsagas valkrets | Andrakammarvalet i Sverige 1896: Åkerbo, Bankekinds och Hanekinds domsagas valkrets |
| Kandidat                                                                            | Kandidat                                                                            | Röster                                                                              | Röster                                                                              | Röster                                                                              |
| Kandidat                                                                            | Kandidat                                                                            | Antal                                                                               | %                                                                                   | +− %                                                                                |
| ----------------------------------------------------------------------------------- | ----------------------------------------------------------------------------------- | ----------------------------------------------------------------------------------- | ----------------------------------------------------------------------------------- | ----------------------------------------------------------------------------------- |
|                                                                                     | Oscar Larsson                                                                       | 335                                                                                 | 71,6                                                                                |                                                                                     |
|                                                                                     | Theodor Adelswärd                                                                   | 126                                                                                 | 26,9                                                                                |                                                                                     |
|                                                                                     | Övriga kandidater                                                                   | 7                                                                                   | 1,5                                                                                 | —                                                                                   |
| Antal giltiga röster                                                                | Antal giltiga röster                                                                | 468                                                                                 |                                                                                     |                                                                                     |
| Kasserade röster                                                                    | Kasserade röster                                                                    | 3                                                                                   |                                                                                     |                                                                                     |
| Totalt                                                                              | Totalt                                                                              | 471                                                                                 |                                                                                     |                                                                                     |

Valdeltagandet var 48,3%. 

### 1899
| Andrakammarvalet i Sverige 1899: Åkerbo, Bankekinds och Hanekinds domsagas valkrets | Andrakammarvalet i Sverige 1899: Åkerbo, Bankekinds och Hanekinds domsagas valkrets | Andrakammarvalet i Sverige 1899: Åkerbo, Bankekinds och Hanekinds domsagas valkrets | Andrakammarvalet i Sverige 1899: Åkerbo, Bankekinds och Hanekinds domsagas valkrets | Andrakammarvalet i Sverige 1899: Åkerbo, Bankekinds och Hanekinds domsagas valkrets |
| Kandidat                                                                            | Kandidat                                                                            | Röster                                                                              | Röster                                                                              | Röster                                                                              |
| Kandidat                                                                            | Kandidat                                                                            | Antal                                                                               | %                                                                                   | +− %                                                                                |
| ----------------------------------------------------------------------------------- | ----------------------------------------------------------------------------------- | ----------------------------------------------------------------------------------- | ----------------------------------------------------------------------------------- | ----------------------------------------------------------------------------------- |
|                                                                                     | Oscar Larsson                                                                       | 318                                                                                 | 77,2                                                                                | ▲5,6                                                                                |
|                                                                                     | Theodor Adelswärd                                                                   | 87                                                                                  | 21,1                                                                                | ▼5,8                                                                                |
|                                                                                     | Övriga kandidater                                                                   | 7                                                                                   | 1,7                                                                                 | —                                                                                   |
| Antal giltiga röster                                                                | Antal giltiga röster                                                                | 412                                                                                 |                                                                                     |                                                                                     |
| Kasserade röster                                                                    | Kasserade röster                                                                    | 2                                                                                   |                                                                                     |                                                                                     |
| Totalt                                                                              | Totalt                                                                              | 414                                                                                 |                                                                                     |                                                                                     |

Valet ägde rum den 20 augusti 1899. Valdeltagandet var 39,4%. 

### 1902
| Andrakammarvalet i Sverige 1902: Åkerbo, Bankekinds och Hanekinds domsagas valkrets | Andrakammarvalet i Sverige 1902: Åkerbo, Bankekinds och Hanekinds domsagas valkrets | Andrakammarvalet i Sverige 1902: Åkerbo, Bankekinds och Hanekinds domsagas valkrets | Andrakammarvalet i Sverige 1902: Åkerbo, Bankekinds och Hanekinds domsagas valkrets | Andrakammarvalet i Sverige 1902: Åkerbo, Bankekinds och Hanekinds domsagas valkrets |
| Kandidat                                                                            | Kandidat                                                                            | Röster                                                                              | Röster                                                                              | Röster                                                                              |
| Kandidat                                                                            | Kandidat                                                                            | Antal                                                                               | %                                                                                   | +− %                                                                                |
| ----------------------------------------------------------------------------------- | ----------------------------------------------------------------------------------- | ----------------------------------------------------------------------------------- | ----------------------------------------------------------------------------------- | ----------------------------------------------------------------------------------- |
|                                                                                     | Carl Jonsson                                                                        | 376                                                                                 | 70,8                                                                                |                                                                                     |
|                                                                                     | Theodor Adelswärd                                                                   | 146                                                                                 | 27,5                                                                                | ▲6,4                                                                                |
|                                                                                     | Övriga kandidater                                                                   | 9                                                                                   | 1,7                                                                                 | —                                                                                   |
| Antal giltiga röster                                                                | Antal giltiga röster                                                                | 531                                                                                 |                                                                                     |                                                                                     |
| Kasserade röster                                                                    | Kasserade röster                                                                    | 1                                                                                   |                                                                                     |                                                                                     |
| Totalt                                                                              | Totalt                                                                              | 532                                                                                 |                                                                                     |                                                                                     |

Valet ägde rum den 7 september 1902. Valdeltagandet var 46,5%. 

### 1905
| Andrakammarvalet i Sverige 1905: Åkerbo, Bankekinds och Hanekinds domsagas valkrets | Andrakammarvalet i Sverige 1905: Åkerbo, Bankekinds och Hanekinds domsagas valkrets | Andrakammarvalet i Sverige 1905: Åkerbo, Bankekinds och Hanekinds domsagas valkrets | Andrakammarvalet i Sverige 1905: Åkerbo, Bankekinds och Hanekinds domsagas valkrets | Andrakammarvalet i Sverige 1905: Åkerbo, Bankekinds och Hanekinds domsagas valkrets |
| Kandidat                                                                            | Kandidat                                                                            | Röster                                                                              | Röster                                                                              | Röster                                                                              |
| Kandidat                                                                            | Kandidat                                                                            | Antal                                                                               | %                                                                                   | +− %                                                                                |
| ----------------------------------------------------------------------------------- | ----------------------------------------------------------------------------------- | ----------------------------------------------------------------------------------- | ----------------------------------------------------------------------------------- | ----------------------------------------------------------------------------------- |
|                                                                                     | Theodor Adelswärd                                                                   | 367                                                                                 | 50,9                                                                                | ▲23,4                                                                               |
|                                                                                     | Carl Jonsson                                                                        | 349                                                                                 | 48,4                                                                                | ▼22,5                                                                               |
|                                                                                     | Övriga kandidater                                                                   | 5                                                                                   | 0,7                                                                                 | —                                                                                   |
| Antal giltiga röster                                                                | Antal giltiga röster                                                                | 721                                                                                 |                                                                                     |                                                                                     |
| Kasserade röster                                                                    | Kasserade röster                                                                    | 4                                                                                   |                                                                                     |                                                                                     |
| Totalt                                                                              | Totalt                                                                              | 725                                                                                 |                                                                                     |                                                                                     |

Valet ägde rum den 3 september 1905. Valdeltagandet var 56,9%. 

### 1908
| Andrakammarvalet i Sverige 1908: Åkerbo, Bankekinds och Hanekinds domsagas valkrets | Andrakammarvalet i Sverige 1908: Åkerbo, Bankekinds och Hanekinds domsagas valkrets | Andrakammarvalet i Sverige 1908: Åkerbo, Bankekinds och Hanekinds domsagas valkrets | Andrakammarvalet i Sverige 1908: Åkerbo, Bankekinds och Hanekinds domsagas valkrets | Andrakammarvalet i Sverige 1908: Åkerbo, Bankekinds och Hanekinds domsagas valkrets |
| Kandidat                                                                            | Kandidat                                                                            | Röster                                                                              | Röster                                                                              | Röster                                                                              |
| Kandidat                                                                            | Kandidat                                                                            | Antal                                                                               | %                                                                                   | +− %                                                                                |
| ----------------------------------------------------------------------------------- | ----------------------------------------------------------------------------------- | ----------------------------------------------------------------------------------- | ----------------------------------------------------------------------------------- | ----------------------------------------------------------------------------------- |
|                                                                                     | Israel Lagerfelt                                                                    | 748                                                                                 | 56,8                                                                                |                                                                                     |
|                                                                                     | Theodor Adelswärd                                                                   | 569                                                                                 | 43,2                                                                                | ▼7,7                                                                                |
| Antal giltiga röster                                                                | Antal giltiga röster                                                                | 1317                                                                                |                                                                                     |                                                                                     |
| Kasserade röster                                                                    | Kasserade röster                                                                    | 4                                                                                   |                                                                                     |                                                                                     |
| Totalt                                                                              | Totalt                                                                              | 1321                                                                                |                                                                                     |                                                                                     |

Valet ägde rum den 21 september 1908. Valdeltagandet var 79,1%. 